# ローザンヌ世界伝道国際会議

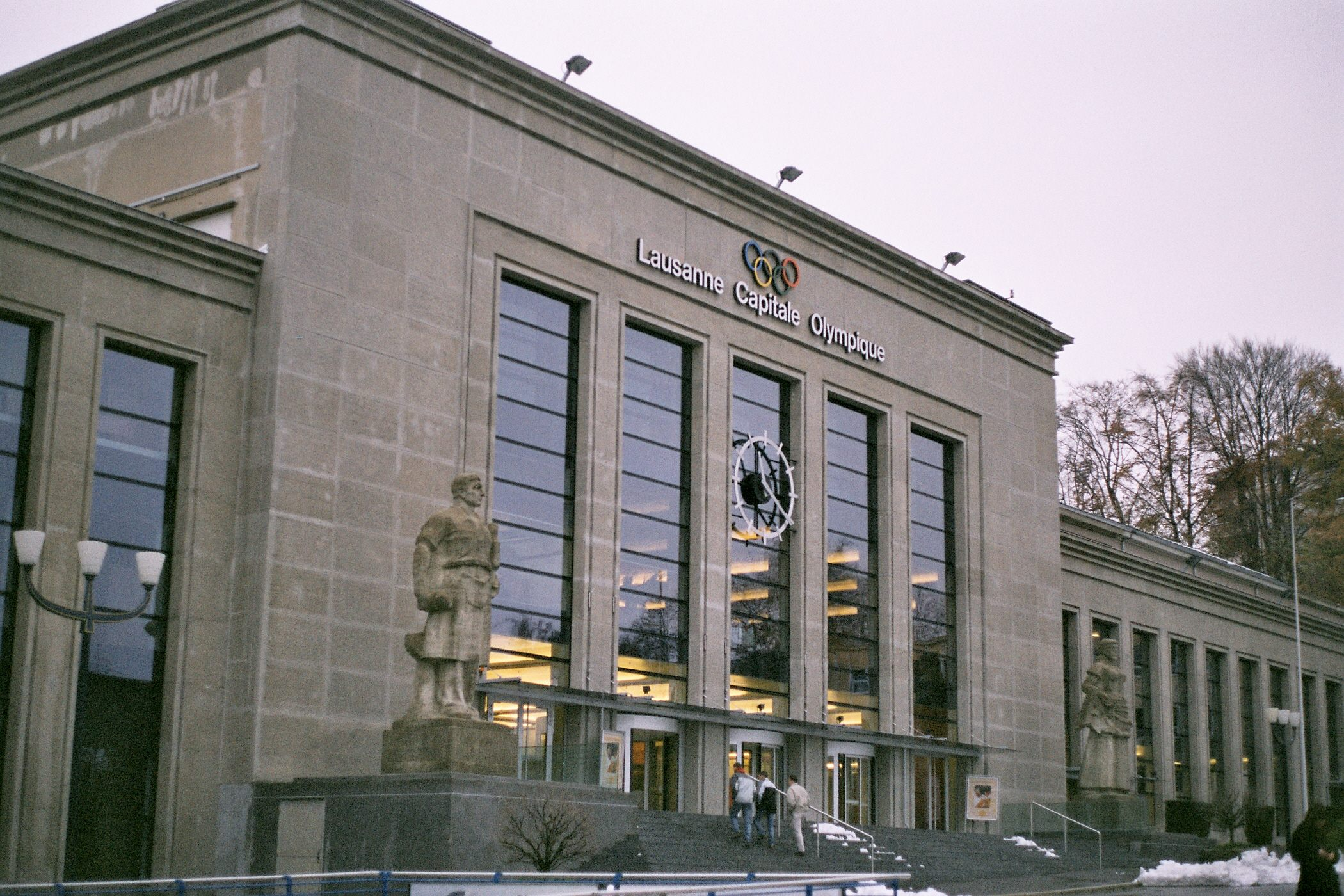
会場となったコングレス・エキシビションセンター

ローザンヌ世界伝道国際会議（ローザンヌせかいでんどうこくさいかいぎ、The First International Congress on World Evangelization 、Lausanne Congress 、Lausanne '74、ICOWE）は、1974年7月16日-7月25日に開催された世界伝道のための国際会議。現代の福音主義キリスト教に最も影響を与えたローザンヌ誓約の採択で有名であり、誓約の文書起草委員長はイギリスの神学者ジョン・ストットが務めた。
会議は4000人以上の福音派キリスト教の指導者がスイス、ローザンヌのコングレス・エキシビションセンター(Palais de Beaulieu)に集い、世界に福音を宣べ伝える使命の進展、資源、方法について論じられ、非常に大きな世界的影響を与えた。会議は合衆国の福音伝道者ビリー・グラハムによって招集され、150か国以上の福音主義指導者が集まった。開催地ローザンヌは、1972年10月に決定した。会議のオフィスは1973年4月に設けられた。会議の主題は「全地に主の御声を聞かせよ」であった。ローザンヌ会議は1966年にベルリンで開催されたベルリン世界伝道会議のフォローアップとして、1972年8月、ビリー・グラハムによって発表された計画である。
ローザンヌ第2回世界伝道国際会議（マニラ会議）は15年後の1989年、マニラで開催された。
ローザンヌ第3回世界伝道国際会議（ケープタウン会議）は2010年、ケープタウンで開催された。